# كريستيان الزغبي
كريستيان الزغبي ممثل ومخرج لبناني ولد في بلدة الكحالة اللبنانية.

## عن حياته
اكتشف موهبته من خلال أعمال مسرحية صغيرة ثم انتقل إلى مسرح الأطفال ودرس الاخراج المسرحي حيث حصل شهادة من جامعة University of Central Lancashire . وشارك بالعديد من المسارح والافلام والمسلسلات.

## أعماله
مسرح الأطفال
- المعلمة والملك (2001) عرض على قناة ال بي سي
- دانبال دو بربراك[1] (2002) عرض على قناة ال بي سي
- رجل الموسيقى (2003) عرض على قناة ال بي سي
- اني (2004) عرض على قناة ال بي سي

مسرح
- ملوك الاف (2017)
- هو هو هو كوميدي شو (2018)
- ستاند اب كوميدي (2016-حتى الآن)

برامج تلفزيونية
- بسمات وطن[2] (2005-2010) عرض على قناة ال بي سي
- افريرا (2010-2014) عرض على قناة أو تي في
- شي ومنو (2015) عرض على قناة أو تي في
- قربت تنحل (2016) عرض على قناة الجديد
- كتير سلبي شو (اواخر 2015) عرض على قناة ال بي سي
- افّ[3][4] (2016-2017) من اخراجه واعداده.عرض على قناة أو تي في

افلام
- كتير حلوة وكذابة
- ولعانة
- كذبة بيضا[5]
- حبة كراميل
- تايم اوت

مسلسلات
- العودة
- بروفا
- زوج في الإقامة الجبرية

## وصلات خارجية
- Linkedin

- elCinema